# 珍·齊
珍·齊是美國藝術家，為電子遊戲公司超級巨人遊戲工作室藝術總監。2010年3月臨時承包了超級巨人的《堡壘》美術工作後轉成工作室的全職員工。她所製作的藝術備受讚譽，亦獲得多項獎項，包括2020年英國學院遊戲獎藝術成就獎。

## 生平

### 早年工作
齊在美國華盛頓州西雅图成長，自幼熱衷於電子遊戲。因看到《最終幻想VII》中野村哲也的角色設計而立志成為藝術家。2007年，齊在華盛頓大學信息學專業畢業。畢業後，她在蓋亞在線工作三年，為網頁遊戲《zOMG！》和《街头霸王III 三度冲击在线版》設計場景概念和Flash程式設計。她也曾在幻想飛行遊戲兼職。2010年3月，超級巨人遊戲的聯合創辦人阿米爾·拉奧因要招聘藝術家，從朋友的引介下認識了齊。齊之後承包了《堡壘》的藝術，但同時繼續在蓋亞在線工作。超級巨人遊戲兩位創辦人在看了齊的設計後，邀請她辭去原本的工作並加入工作室。齊應允加入，成為工作室的藝術總監。雖然齊未有參與前期製作，但她所設計的藝術幾乎全數應用在遊戲中。

### 藝術總監
齊的設計多受古時的藝術風格影響，她通常在工作室完善遊戲玩法和故事背景後才開始設計藝術。齊成為藝術總監後，繼續參與工作室下一作《晶体管》藝術設計。除她之外，團隊多了另一位游戲美工。開發《晶体管》時，工作室將賽博朋克定為故事背景，但在設計時齊希望將遊戲的藝術化成給自己喜愛的新藝術運動時期藝術家的情書，同時稱《晶体管》是個機會讓她表達自己，於是將這些藝術家的風格融入到自己的手繪藝術設計和賽博朋克背景中。而在設計《Pyre》時，齊原打算將自己喜愛的墨水風格融入到遊戲藝術，但最後未能成事，繼續以前作手繪風格設計藝術。在設計《哈帝斯》時，工作室的藝術團隊包括齊在内增長至6人，齊本人負責遊戲的角色和場景設計以及概念創作。設計初期，團隊原定採用手繪風格，但因之後更改了遊戲基調和故事背景，最後採用齊所想的墨水風格。

## 評價
齊所製作的藝術廣受評論者讚譽。Game Rant的安德魯·戴斯（Andrew Dyce）在評價《堡壘》時讚揚齊的手繪風格不會讓人失望，為扣人心弦的故事提供漂亮的場景。Kotaku的路克·彭凱特（Luke Plunkett）則表示應當感激齊為《堡壘》帶來活力和繽紛的色彩。The Mary Sue的贝姬·钱伯斯（Becky Chambers）在評價《晶体管》時讚揚齊和作曲家達倫·科布所製作的藝術和背景音樂是完美搭配。雀莉許·索克蘿（Cherish Socro）在Gamasutra撰稿評價《Pyre》的藝術時，指齊是工作室最出色的。Kotaku的阿什·帕里什（Ash Parrish）評價《哈帝斯》稱自己在觀看預告片時，就已受主角的角色設計所吸引。遊戲設計師格雷格·凱瑟文將這視覺吸引力歸功于齊，稱讚齊的藝術直覺能將眾神的形象描繪出來。

## 獲獎
| 年份   | 遊戲       | 獎項           | 類別                 | 結果 | 參考資料 |
| ------ | ---------- | -------------- | -------------------- | ---- | -------- |
| 2014年 | 《晶体管》 | NAVGTR獎       | 傑出藝術指導（現代） | 提名 | [ 12 ]   |
| 2014年 | 《晶体管》 | NAVGTR獎       | 傑出角色設計         | 提名 | [ 12 ]   |
| 2018年 | 《Pyre》   | 威比獎         | 最佳多人／競技遊戲   | 提名 | [ 13 ]   |
| 2020年 | 《哈帝斯》 | 英國學院遊戲獎 | 藝術成就獎           | 獲獎 | [ 14 ]   |
| 2021年 | 《哈帝斯》 | D.I.C.E.大獎   | 年度遊戲             | 獲獎 | [ 15 ]   |
| 2021年 | 《哈帝斯》 | D.I.C.E.大獎   | 年度動作遊戲         | 獲獎 | [ 15 ]   |
| 2021年 | 《哈帝斯》 | D.I.C.E.大獎   | 傑出遊戲指導成就     | 獲獎 | [ 15 ]   |
| 2021年 | 《哈帝斯》 | D.I.C.E.大獎   | 傑出遊戲美術成就     | 提名 | [ 15 ]   |
| 2021年 | 《哈帝斯》 | D.I.C.E.大獎   | 傑出獨立遊戲成就     | 獲獎 | [ 15 ]   |